# 琉球歴史ドラマ 尚円王
琉球歴史ドラマ 尚円王は土田豪介が監督・脚本を手掛ける、琉球王国時代を舞台とし、史実をもとにしたフィクションで構成された歴史ドラマ。

## 概要
琉球歴史ドラマ 尚巴志に続き、第二尚氏の始まりを描いた琉球歴史ドラマ。琉球放送で2020年2月12日～2月26日にかけて放送された。全3回。また、2024年に『琉球歴史ドラマ 阿麻和利』が放送されることに先駆けて同年に再放送された。
監督の土田はドラマ撮影の最終日に首里城の火災があったことに触れ、急遽修正した台詞があることを自身のFacebookで語っている。

## 登場人物
金丸（尚円王）
演 - 知念臣悟
伊是名の農民の生まれで、王府で重用されていても城壁の崩れた所を直すために岩を運ぶなど庶民的な感覚を残している。護佐丸に恩があり、護佐丸の死後も彼の教えを大切にしている。
程茂と尚徳が喜界島へ戦を仕掛けることで話を進めようとした時に国内を混乱を収めて国を富ませることが先であることを説き、大藏経を入手することを進言するが、戦の資金集めと大和との親善を任せられてしまう。
考え事をする際逃げるようなそぶりを見せるためか、度々宣に咎められているが、宣の目を盗んで芥隠と酒を酌み交わしていたことも。
刺客に襲われた際に宣から心当たりを聞かれ、若い頃は女性関係で揉め事を起こしたことが元で刺されかけたことがあると語っている。
刺客については程茂の仕業であると見当をつけており、帳簿が合わないことを口実として程茂の屋敷を調べるも、金丸が屋敷を訪ねた際には帳簿の誤差の素になっていた宝の数々は既に移動された後だった。しかしそれも金丸の策の内で、マグラーに宝を回収させており、その宝を大和への進物とすることで喜界島の遠征費に充てた。
喜界島遠征の戦勝の宴を開くように尚徳に進言したが、意見したことで尚徳を怒らせてしまい、宴は中止と言われてしまう。金丸は戦に参加した者達を気の毒に思って個人で宴を開き大親達を招く。しかしこれに対しても程茂が理由をつけて賢雄を差し向けることを知り、宴の席で大親達に悪態をついた上で隠居を宣言した。
税を払えなくなった民が程茂によって明に売られていることを隠居後に知り、国を程茂に任せておけないと情報収集を始めたところ、程茂の屋敷で安里大親に出くわす。その際に護佐丸が自害ではなく殺されたことを知った。また、その時護佐丸を殺した犯人はオギヤカであることを知るが、刀を抜こうとした安里大親に対し、指示したのは程茂だとして思い止まらせ、首里を取ると宣言。安里大親は一旦退いたが、宣にはどうするつもりか尋ねられ、最初は困った様子であった。
その後護佐丸の墓の前で賢雄と再会、護佐丸の死の真相を話し賢雄に仇討ちを持ちかけたが、断られてしまう。
賢雄抜きで首里城へ入るための策を立て、金丸達は尚徳不在の隙を作り少数で首里城へと入る。そこで待ち構えていた賢雄と対峙し、マグラーを失ったが程茂の元へ辿り着く。<b程茂を糾弾し、罪を償えと迫るが、程茂は戦うことも自決することもせず、最後は金丸に背を向け、安里大親に斬られた。
その後は安里大親の推挙と家来達の同意もあり王となって「尚円」と名乗った。

宣
演 - 福地涼
金丸の年の離れた弟。刀を携えており金丸の護衛をしているが、金丸にお小言を言ったりお目付け役のようなこともしている。
金丸を襲ったオギヤカのことを信用しておらず、行動に目を光らせている。
程茂の策略から王府の混乱を避けるために隠居を決めた金丸を心配していた。
金丸が首里城へ攻め入る際も同行し戦っている。

尚徳
演 - 嘉島陸
尚泰久王の三男。尚泰久の死後、第七代国王となる。程茂の提案をほとんど鵜呑みにしている。
側室の子であることに劣等感があり、金丸の忠告を素直に聞くことができず怒ったり、程茂にさえも反発する様子が見られた。
国笠に入れあげており、国笠の前では素直な気持ちを吐露している。
最後は久高島で国笠と過ごしており、金丸反乱の報を聞いて首里に戻ろうとしたところで安里大親に斬られた。

程茂
演 - 光得瞬
明から来た華人で、国相。明の威光を笠に着ており、農民出身の金丸を目の敵にしている。
尚徳を王にし、金丸を追い出そうと画策する。王となった尚徳に喜界島へ戦を仕掛けることを進言。
その際には金丸に金策と大和との親善を任せて失敗を期待したが、逆手に取られて宝も失う。
他にも金丸を暗殺するために刺客を差し向けたり、策が失敗すると声を荒げて物に当たったりするなど感情の起伏が激しい人物。
金丸が独断で戦勝の宴を開くことを知り、国主のいない宴を開き大親達を集めて謀反を起こすつもりだとして討ってはどうかと尚徳に提案する。この時金丸を討つことはできなかったが、隠居させることに成功している。
金丸が隠居してからも、税を払えなくなった民を奴隷として明へ送るなど民を顧みず暴政を敷いており、首里城に攻め入られ金丸と再びまみえた際には護佐丸を謀殺したことを認めず、最後は安里大親に斬られた。

大城賢雄
演 - 神田青
王府に仕える武人。若い頃に似た境遇の金丸と知り合っており、護佐丸に拾われて共に王府に仕えることとなったが、やがて金丸とはすれ違っていく。
程茂の策略で兵を率いて金丸の屋敷に向かったが、金丸が隠居を宣言し兵を引き上げている。賢雄も護佐丸が自害したのではなく殺されたことを知るが、私情を捨て王府に仕えることを誇りとして、金丸から仇討ちを持ちかけられた時には断っている。
護佐丸の残党として守忠達が中城から兵を挙げた際は全軍で中城へ向かうよう程茂から指示されたが、金丸の策を察知してひとり首里城に残った。
首里城に攻め入った金丸達と戦うが、敗れて金丸に国の未来を託し、息を引き取った。

マグラー（真五郎）
演 - ヨーガリーまさき
程茂の使用人。程茂に言われたことを黙々とこなすが、実は金丸の命により程茂の屋敷に潜り込んでいた。薬の知識がある。
金丸とは軽口を叩けるほど気安い仲である。
金丸が首里城へ攻め入る際には同行し、賢雄から金丸をかばって命を落とした。

オギヤカ
演 - 島袋明希子
程茂から金丸へ差し向けられた刺客。金丸に襲い掛かるが宣に斬られて暗殺は失敗し、金丸に介抱される。護佐丸暗殺の下手人でもあったことが判明する。
その後は金丸の元で過ごし、首里城にも同行した。

安里大親
演 - 崎浜秀彌
護佐丸の弟。護佐丸が殺された後、農民のために役人を襲って食料を分け与えるなどしていた。程茂の屋敷に忍び込み火薬を仕込んでいたところで金丸に出くわす。
護佐丸が自害したのでは暗殺されたことを金丸に伝え、程茂を討とうとしていたが、金丸に止められ、その後は金丸の策を聞いて同行する。
程茂を討った後は金丸が王になるよう推挙し、最後に久高島へ行って尚徳を斬った。

守忠
演 - 安仁屋舜
南風原の按司で、安里大親の仲間。金丸達が首里城へ攻め込む際、中城で仲間を集めて挙兵した。

芥隠
演 - 隈井士門
昼間から酒を飲んでいる坊主。足利の将軍と酒を酌み交わしたことがあると語り、宣には嘘だと思われていたが、金丸から大和との橋渡しを頼まれてこれを引き受け、進物を持って京へ向かった。
親善は成功し、返礼品と大藏経を持ち帰って尚徳に献上した。

役人
演 - 比嘉竜太
城壁に勝手に縄梯子を掛けて金丸に叱られていたが、最後まで縄梯子を外さず、金丸達が首里城へ攻め入る際の足掛かりとなった。
他にもオギヤカに勧められた酒を飲んで昏倒するなど、少し頼りない役人。

役人
演 - 田久保諭
夜間の見張りをしていたがオギヤカに酒を勧められて飲んでしまい、昏倒した。

家来
演 - 知念迪志、西平寿久、新川祥平
王府に仕えている家来達。金丸を信頼しており、喜界島遠征後の戦勝の宴でも金丸のためなら戦えると言っていたが、金丸からの悪態に怒り、帰ってしまう。
その後も王府に仕え続けたが、金丸には何か考えがあったはずとそれぞれ考えており、金丸が反旗を翻した際には金丸の味方についた。

尚泰久
演 - あったゆういち
尚巴志の末の息子で、第六代国王。兄弟達の早世や内乱の末に王位に就くが、病に倒れ若くして世を去る。今際の際に国を金丸に託した。

護佐丸
演 - 仲地のぶひで
物語の開始時点で既に故人であり、謀反人とされている。

国笠
演 - 山内千草
久高島のノロで、尚徳の恋人。

賢雄の部下
演 - 田島龍

## スタッフ
- 脚本・監督・撮影 - 土田豪介
- エグゼクティブプロデューサー - 小濱裕
- プロデューサー - 中川英俊、伊波勇作
- ラインプロデューサー - 鳥越一枝
- 歴史監修 - 賀数仁然
- 題字 - 豊平美奈子
- 照明 - 上原章悟
- 照明助手 - 知念求
- 録音 - 平敷飛鷹
- 録音助手 - 町田英史
- 録音応援 - 宮城俊介
- CG - 勾坂正宏
- 助監督 - 砂川敦志、木村昌之介
- 監督補 - 崎浜彩乃
- 殺陣指導 - 知念臣悟
- 美術 - 木下沙和美
- 美術助手 - 新垣沙耶
- 大道具 - 小波津誠
- 衣裳・結髪 - 濱島いずみ
- 衣裳・結神助手 - 仲嶺ロミナ
- ヘアメイク - 新城雪恵、友寄みずの
- 美術協力 - 古美術なるみ堂、幸庭・カフゥナァ、生活館 糸満店、壺屋焼・古美術の店 陶宝堂、仲嶺舞踊小道具店、諸見民芸館、（有）シー・エム・シー、普久原悦子、佐久川政人、海生活、中城モール、artsetting makobiart work okinawa、スタジオde-jin、首里琉染
- 衣装協力 - 首里琉染、仲嶺舞踊小道具店
- ヘアメイク協力 - キアラヘアルーム、アンヒロロッソ
- ロケ地協力 - 国営沖縄記念公園（海洋博公園：おきなわ郷土村、那覇市市民文化部文化財課 玉陵、一般社団法人那覇市観光協会 福州園、中城村、中城城跡共同管理協議会 中城城跡、本部町新里区
- 協力 - アンドフィルムスタジオ沖縄、クラップハンズ沖縄、専門学校 沖縄ビジネス外語学院、沖縄ラフ＆ピース専門学校、PROJECT9、FECオフィス、オフィスリゾム、キャッツアイ、セブンスアヴェニュー、アニマエージェンシー、エージェントオフィスタクト、吉本興業株式会社、キャラOKINAWA、サザンクロス
- 制作 - RBCビジョン
- 製作著作 - 琉球放送
- ナレーション - 田久保諭、島袋千恵美（尚円王のあしあと）
- オギヤカ（吹き替え） - 眞栄城守人
- エキストラ - 我那覇考淳　武石あや乃　具志堅善輝
知念由士　運天千陽　大城峻椰
高良寛　太田守稀　棚原卓也
比嘉靖　山城樹　田中雄也
- 撮影助手 - 佐和田奈々、大城優真
- テロップ - 比嘉智子、比嘉梢、酒井知奈
- 制作応援 - 島袋孝道、下條志津也、高嶺直也、小禄若奈、野田真諒、大山若菜
- 脚本協力 - 我那覇考淳、和々
- 特別協力 - 豊平峰雲

## 放送日程
| 話数  | 放送日         | 再放送日       | タイトル                                         | 尚円王のあしあと                                       |
| ----- | -------------- | -------------- | ------------------------------------------------ | ------------------------------------------------------ |
| 第1話 | 2020年 2月12日 | 2024年 1月14日 | 尚泰久王の崩御～尚徳王との確執                   | 伊是名島、みほそどころ、逆田、宜名真御殿、越来グスク跡 |
| 第2話 | 2月19日        | 1月21日        | 国相・程茂の妬み～金丸・かりそめの隠居           | 首里城、天王寺跡                                       |
| 第3話 | 2月26日        | 1月28日        | クーデター前夜～物呉ゆしどぅ我御主・尚円王の誕生 | 玉陵                                                   |

## 楽曲

### 主題歌
- Sono Asa No Mukou
  - BUMBA

### エンディング
- Sun Rises Here
  - BUMBA